# Responsible Parties
Responsible Parties is de twintigste aflevering van het vijfde seizoen van de televisieserie ER, die voor het eerst werd uitgezonden op 13 mei 1999.

## Verhaal
De doktoren van de SEH proberen drie tieners te redden die betrokken waren bij een auto-ongeluk, een van de slachtoffers is meer dan 80% verbrand.
Lucy Knight begint zeer vermoeid aan haar dienst, later is zij weer opgewekt. Dr. Carter vermoedt dat zij iets heeft ingenomen. Later biecht zij op dat zij ritalin heeft gehad. Dit neemt zij al vanaf de vijfde klas van de basisschool. Dr. Carter vertelt haar dat zij dit beter niet kan nemen. Knight vertelt hem dat zij erover zal nadenken, maar dat dit wel haar eigen zaken zijn.
Dr. Benton krijgt de stageplek als SEH-chirurg van dr. Anspaugh, dit tot woede van dr. Romano en dr. Corday. Dr. Romano is woedend dat hij een goede chirurg kwijtraakt en dr. Corday dat zij ook deze stageplek wilde.
Hathaway vertelt eindelijk aan degene dicht bij haar, inclusief aan dr. Ross, dat zij zwanger is.
Dr. Greene en dr. Corday raken steeds meer in elkaar geïnteresseerd.
Een gewonde stripper wordt op de SEH binnengebracht door FBI-agenten. Alles moet in het diepste geheim gebeuren en er mogen geen dossiers aangemaakt worden. Als zij later weg zijn komen er weer FBI-agenten met het verhaal dat de eerdere agenten nep-agenten waren.

## Rolverdeling

### Hoofdrollen
- Anthony Edwards - Dr. Mark Greene
- Noah Wyle - Dr. John Carter
- Laura Innes - Dr. Kerry Weaver
- Eriq La Salle - Dr. Peter Benton
- Alex Kingston - Dr. Elizabeth Corday
- Paul McCrane - Dr. Robert Romano
- John Aylward - Dr. Donald Anspaugh
- Kellie Martin - Lucy Knight
- Julianna Margulies - verpleegster Carol Hathaway
- Ellen Crawford - verpleegster Lydia Wright
- Yvette Freeman - verpleegster Haleh Adams
- Deezer D - verpleger Malik McGrath
- Laura Cerón - verpleegster Chuny Marquez
- Conni Marie Brazelton - verpleegster Connie Oligario
- Lily Mariye - verpleegster Lily Jarvik
- Emily Wagner - ambulancemedewerker Doris Pickman
- Montae Russell - ambulancemedewerker Dwight Zadro
- Brian Lester - ambulancemedewerker Brian Dumar
- Abraham Benrubi - Jerry Markovic
- Kristin Minter - Randi Fronczak

### Gastrollen (selectie)
- Moira Walley-Beckett - Andrea Brodoff
- Cress Williams - politieagent Reggie Moore
- Vaughn Armstrong - Greg Mitchell
- Maggie Lawson - Shannon Mitchell
- Linda Burden-Williams - Mrs. Mitchell
- Eric Christian Olsen - Travis Mitchell
- Stephanie Dunnam - Dr. McLucas
- Lucy Lee Flippin - vrouw met kakkerlak in oor
- Nathan Le Grand - agent Lance Carmichael
- George McDaniel - agent Todd Hoffman
- John Rosenfeld - agent Robert Clayton
- Jimmie F. Skaggs - Joe Chattarowski